# It Started in Naples
It Started in Napels is een Amerikaanse romantische komedie uit 1960 gemaakt door Paramount Pictures. De hoofdrollen werden gespeeld door Clark Gable, Sophia Loren en Vittorio De Sica. 
Het was de laatste film van Gable die uitkwam toen hij nog leefde, The Misfits werd postuum uitgebracht in 1961. De film werd genomineerd voor een Academy Award voor beste Production design. 

## Plot
De Amerikaanse advocaat Michael Hamilton (Gable) uit Philadelphia reist enkele dagen voor zijn bruiloft naar de Italiaanse stad Napels, waar hij de erfenis moet regelen van zijn overleden broer. Hij was tijdens de Tweede Wereldoorlog al eens als soldaat in de stad geweest. Hij ontdekt dat zijn broer een negenjarige zoon heeft, Nando, die door zijn tante Lucia (Loren) opgevoed wordt, een cabaretzangeres. Michael wil dat Nando naar de Amerikaanse school in Rome gaat, maar krijgt het dan aan de stok met Lucia. Ondanks het leeftijdsverschil ontluikt er al snel een romance tussen Michael en Lucia. 

## Rolverdeling
| Acteur            | Personage        |
| ----------------- | ---------------- |
| Clark Gable       | Michael Hamilton |
| Sophia Loren      | Lucia Curcio     |
| Vittorio De Sica  | Mario Vitale     |
| Marietto          | Nando Hamilton   |
| Paolo Carlini     | Renzo            |
| Giovanni Filidoro | Gennariello      |
| Claudio Ermelli   | Luigi            |
| Bob Cunningham    | Don Mc Guire     |
| Marco Tulli       |                  |
| Carlo Rizzo       |                  |
| Yvonne Monlaur    |                  |